# Stimmgewalt
Stimmgewalt ist eine A-Cappella-Gruppe aus Berlin, die sich dem Spektrum der Dark Music widmet.

## Geschichte
Stimmgewalt entstand, nachdem Teile der Gruppe 2008 als Passionata Chor Berlin mit Corvus Corax das Projekt Cantus Buranus aufführten. Aus diesen Auftritten entwickelte sich ein Projektchor zur Unterstützung von Bands aus der Metal- und der schwarzen Szene, „um trashige Synthie-Chöre aus der Szenemusik zu vertreiben“. Im Jahr 2013 trat die Gruppe als Stimmgewalt mit Ost+Front auf dem M’era Luna Festival auf. Es folgten Auftritte mit Van Canto und Inlegend. Dabei kam es auch zur Aufführung eigener Stücke. Im Herbst 2015 folgt eine Europatournee mit Orphaned Land und Mollust. Im Jahr 2017 bestritt Stimmgewalt eine eigenständige Deutschlandtournee. Die Tournee und ein dabei aufgenommenes Live-Album wurden im Zuge einer Crowdfunding-Kampagne finanziert.
Beim Festival Gothic meets Klassik trat die Gruppe als chorische Ergänzung 2018 mit Joachim Witt und 2023 mit Lord of the Lost auf. Das beim Auftritt mit Joachim Witt aufgenommene Album Refugium erschien 2019 zu dessen 70. Geburtstag bei Meadow Lake Music (RTD). Beim Wave-Gotik-Treffen 2023 in Leipzig spielte Stimmgewalt in der Peterskirche nach einer Laudatio von Mark Benecke. Zum zehnjährigen Jubiläum wurde im Jahr 2023 über 7hard das Debütalbum unter dem Titel Eskhatophonia veröffentlicht. Aufgenommen wurde das Album in den Chameleon Studios von Chris Harms. Für den Sonic Seducer lobte Liss Eulenherz Eskhatophonia: Stimmgewalt sei „alles, aber nicht, wie erwartet“ und eine Gruppe, an der „so schnell keiner mehr vorbeikommt.“ Für Schwarze Welle hieß es von Prinzessin Prisma, dass die Gruppe „A cappella vom Feinsten“ präsentiere.

## Stil und Répertoire
Das Répertoire von Stimmgewalt enthält sowohl Eigenkompositionen als auch Interpretationen bekannterer Stücke. Einflüsse und ihren vornehmlichen Fundus bezieht die Band aus der Musik der schwarzen Szene, dem Metal und dem Folk-Rock. Als A-Cappella-Band nutzt Stimmgewalt keinerlei Instrumente. Die Sängerinnen und Sänger teilen sich in die klassischen Stimmgruppen Sopran, Alt, Tenor und Bass auf. Anwendung finden aber auch alternative Gesangstechniken wie Gutturaler Gesang (Grunts / Growls) sowie Vocal Percussion (Beatboxing).

## Diskografie

### Eigene Aufnahmen
- 2014: HardChor (EP, Selbstverlag)
- 2015: Halleluja (EP, Selbstverlag)
- 2018: Acoustic Tour 2017 (Live-Album, Selbstverlag)
- 2023: Eskhatophonia (Album, 7hard)

### Kompilationsbeiträge
- 2016: Ost+Front: Ultra (Out of Line, Deluxe Edition, 2 CDs) mit Bitte Schlag Mich
- 2018: Sonic Seducer: Cold Hands Seduction Vol. 204 (Heftbeilage, 2018-12/2019-01) mit Tourdion und Palästinalied
- 2023: ASP: Horrors – A Collection Of Gothic Novellas (Herz & Verstand, 4-CD Limited Edition) mit Krabat [Stimmgewalt Version]
- 2024: Send me an Angel – The Barber Angels Rock-Collection (Vol. I) (80 Minuten bester Rock zugunsten der Barber Angels Brotherhood e.V.) mit This Time It’s Personal

### Kooperationen (Auswahl)
- 2011: Sintech: Schlampenfeuer
- 2013: Ost+Front: Ave Maria
- 2013: Das Niveau: Rockt!
- 2014: Ost+Front: Olympia
- 2017: Sataninchen: Panda Metal Party
- 2018: Moran Magal: Under Your Bed
- 2019: Elvenpath: The Path of the Dark King
- 2019: Joachim Witt: Refugium
- 2020: Snow White Blood: Hope Springs Eternal
- 2020: Unzucht: Jenseits der Welt
- 2020: Prophet’s Call: Dreams Disappear
- 2021: Prophet’s Call: Visions
- 2022: Lucid Dreaming: Albums 4 and 5
- 2023: The Cryptex: Nimbus
- 2023: Moran Magal: Time Prisoner

- 2024: This Time It's Personal (Two Words in Japanese Club Mix) (Remix von Two Words in Japanese)
- 2024: Mirror, Mirror (Federbeben Mix) (Remix von Caspar Pan)
- 2024: Laniakea (Solaris Mix) (Remix von DysToby)
- 2024: Burning Up (Mayday Remix) (Remix von Per-Anders Kurenbach)
- 2024: Metamorphosis (Remix-Album von Samsas Traum mit allen bisherigen Stimmgewalt-Originalen)
- 2025: Lord of the Lost: OPVS NOIR Vol. 1

## Auftrittshistorie (Auswahl)
Kooperationen mit Lord of the Lost, Eric Fish & Friends, Joachim Witt, Scardust, Moran Magal, Neopera, Van Canto, Orphaned Land, Janus, Ost+Front, Opera Chaotique, Corvus Corax (als Passionata Chor Berlin auf Cantus Buranus).
| Termin        | Veranstaltung | Bühne                                | Ort                |
| ------------- | --- | ------------------------------------ | ------------------ |
| 6. Juni 2025  | Schwarze Schille | Theaterhaus Schille                  | Leipzig            |
| 1. Feb. 2025  | Dark Day Berlin Gothic Festival | Theater im Delphi                    | Berlin             |
| 21. Sep. 2024 | Folk Metal Night Poznań 2024 | Klub pod Minogą                      | Poznań             |
| 20. Sep. 2024 | Konzert mit Cronica und Runika | Rock'n'Roll Café                     | Chorzów            |
| 10. Aug. 2024 | M’era Luna (Gastauftritt beim Headliner-Gig von ASP)                                                                                             | MainStage                            | Hildesheim         |
| 4. Aug. 2024  | Sanctum of sound – Live performance series | MaHalla                              | Berlin             |
| 17. Mai 2024  | Schwarze Schille (Festival-im-Festival) mit Alchemists of Mu, Beton Braut, Feline & Strange, Lucina Soteira, Kimkoi, Moran Magal und Stimmgewalt | Theaterhaus Schille                  | Leipzig            |
| 15. Mai 2024  | Dark A Cappella trifft Metal Chor: Stimmgewalt und Hellscore                                                                                     | Theater im Delphi                    | Berlin             |
| 1. Dez. 2023  | Eskhatophonia Record-Release-Konzert mit Molllust                                                                                                | Wabe                                 | Berlin             |
| 24. Nov. 2023 | Winds and Woods meet Metal Festival | Anker                                | Leipzig            |
| 18. Nov. 2023 | Gothic meets Klassik mit Lord of the Lost | Gewandhaus                           | Leipzig            |
| 21. Okt. 2023 | Big Rocks: Mit Dragol | Balver Höhle                         | Balve              |
| 1. Sep. 2023  | NCN Festival mit Alchemists of Mu (Nebenprojekt von u. a. Tobias Hahn von Janus)                                                                 | Kulturpark Deutzen                   | bei Leipzig        |
| 13. Juni 2023 | Moran Magal Time Prisoner Release Concert | Privatclub                           | Berlin             |
| 3. Juni 2023  | In Darkness Festival | Parkhaus Meiderich                   | Duisburg           |
| 29. Mai 2023  | Wave-Gotik-Treffen | Theaterhaus Schille                  | Leipzig            |
| 28. Mai 2023  | Wave-Gotik-Treffen (Festival-Solo-Gig) | Peterskirche                         | Leipzig            |
| 27. Mai 2023  | Geschichten aus dem Puppenhaus (mit Feline & Strange und anderen)                                                                                | Pittler Halle Heinrich – Pittlerwerk | Leipzig            |
| 11. Nov. 2022 | a cappella Festival mit The Knorke | Café-Theater Schalotte               | Berlin             |
| 4. Sep. 2021  | Steamball-Festival | Void Club                            | Berlin             |
| 27. Aug. 2021 | Kultursalon Berlin | Kultursalon                          | Berlin             |
| 2. Okt. 2020  | Konzert auf dem Marktplatz | Marktplatz                           | Naumburg/Saale     |
| 19. Sep. 2020 | Geschichten & Gezeiten Konzert mit Eric Fish & Friends und Sprecher David Nathan                                                                 | Passionskirche                       | Berlin             |
| 8. Juni 2019  | Stimmgewalt beim Veid e.V. in Leipzig im Rahmen des WGT                                                                                          | Veid e.V.                            | Leipzig            |
| 4. Mai 2019   | Backing-Vocals für Moran Magal (Record-Release-Party)                                                                                            | Cassiopeia                           | Berlin             |
| 12. Jan. 2019 | Konzert mit Scardust und Moran Magal | Musik&Frieden                        | Berlin             |
| 7. Okt. 2018  | Konzert mit Joachim Witt auf dem Gothic Meets Klassik                                                                                            | Gewandhaus                           | Leipzig            |
| 15. Sep. 2018 | OpenStage des BERvokal a cappella Festivals | Pfefferberg                          | Berlin             |
| 25. Aug. 2018 | 3 Stimmgewalt-Konzerte auf den 6. Nikolai-Festspielen                                                                                            | Nikolaiviertel                       | Berlin             |
| 15. Juli 2018 | Konzert mit Scardust im Musik&Frieden | Musik&Frieden                        | Berlin             |
| 19. Mai 2018  | WGT: Konzert im Rahmen des Victorian Village | Victorian Village                    | Leipzig            |
| 19. Mai 2018  | Benefizkonzert in der Bundesgeschäftsstelle des VEID e.V. im Rahmen des WGT 2018                                                                 | Veid e.V.                            | Leipzig            |
| 4. Mai 2018   | Record Release Party für die CD “Acoustic Tour 2017”                                                                                             | Marie-Antoinette                     | Berlin             |
| 6. Nov. 2017  | Stimmgewalt mit Orphaned Land | Musik&Frieden                        | Berlin             |
| 3. Okt. 2017  | Konzert | Osterkirche                          | Berlin             |
| 2. Okt. 2017  | Konzert | Festung Mark                         | Magdeburg          |
| 1. Okt. 2017  | Konzert | Banter Kirche                        | Wilhelmshaven      |
| 30. Sep. 2017 | Konzert | Apostelkirche                        | Hannover           |
| 4. Juni 2017  | Konzert im und für den VEID e.V. | Veid e.V.                            | Leipzig            |
| 3. Juni 2017  | Konzert auf dem Steampunk-Picknick im Rahmen des WGT                                                                                             |                                      | Leipzig            |
| 21. Apr. 2017 | Konzert mit Moran Magal |                                      | Berlin             |
| 8. Nov. 2016  | Konzert mit Orphaned Land | Bi Nuu                               | Berlin             |
| 26. Aug. 2016 | Konzert mit Moran Magal – CD-Release “Shades of Metal”                                                                                           | Maze                                 | Berlin             |
| 6. Juli 2016  | A-Cappella Konzert für geschlossene Gesellschaft                                                                                                 |                                      | Berlin             |
| 14. Mai 2016  | WGT 2016: Konzert mit A-Cappella-Programm im Rahmen des Tag der offenen Tür des VEID.ev                                                          | Veid e.V.                            | Leipzig            |
| 13. Mai 2016  | WGT 2016: Konzert im Rahmen des „Victorian Village“                                                                                              |                                      | Leipzig            |
| 7. Mai 2016   | Konzert Re:Inkarnation mit Moran Magal und Thoralf Hagel                                                                                         | theARTer Galerie                     | Berlin             |
| 5. März 2016  | Konzert mit A-Cappella-Programm im Rahmen des Steam Ball III                                                                                     | Silverwings Club                     | Berlin             |
| 26. Dez. 2015 | Konzert mit Orphaned Land im Rahmen des “Das letzte Abendmahl”-Festivals                                                                         | F-Haus                               | Jena               |
| 16. Dez. 2015 | Konzert mit Moran Magal | Sally Bowles                         | Berlin             |
| 28. Nov. 2015 | Konzert mit Neopera. Exklusive Akustik-Show | theARTer Galerie                     | Berlin             |
| 25. Sep. 2015 | Beginn Europatournee mit Orphaned Land und Molllust + Vorgruppen, bis zum 25.10.2015                                                             |                                      |                    |
| 29. Mai 2015  | Auftritt auf dem 1. A-Cappella-Festival | Schönberg                            | Schleswig-Holstein |
| 3. Mai 2015   | Konzert mit Orphaned Land, Neopera, Tunes of Dawn, Eden weint im Grab, Silberschauer & Coppelius                                                 | K17                                  | Berlin             |
| 31. Jan. 2015 | Konzert mit In Legend und Comatic Sleep | K17                                  | Berlin             |
| 19. Dez. 2014 | Vorprogramm für Corvus Corax | Passionskirche                       | Berlin             |
| 14. Dez. 2014 | Van Canto Voicefest 2014 | Batschkapp                           | Frankfurt am Main  |
| 13. Dez. 2014 | Van Canto Voicefest 2014 | Zeche                                | Bochum             |
| 12. Dez. 2014 | Van Canto Voicefest 2014 | Markthalle                           | Hamburg            |
| 21. Nov. 2014 | Konzert anlässlich einer Vernissage | theARTer Galerie                     | Berlin             |
| 10. Nov. 2014 | Konzert mit Orphaned Land | theARTer Galerie                     | Berlin             |
| 9. Nov. 2014  | Konzert mit Orphaned Land | theARTer Galerie                     | Berlin             |
| 14. Sep. 2014 | Record Release Konzert “Geysterstunde II” – Eden weint im Grab – a cappella Konzert                                                              | Wabe                                 | Berlin             |
| 2. Aug. 2014  | Wacken Open Air Festival mit Van Canto |                                      | Wacken             |
| 5. Apr. 2014  | Sturm auf die Bastille Festival mit Ost+Front | Lido Berlin                          | Berlin             |
| 30. März 2014 | Out of Line Weekender mit Ost+Front | Astra Kulturhaus                     | Berlin             |
| 29. März 2014 | Cirque Bizarre 3 mit Opera Chaotique | Haus am Pfefferberg 13               | Berlin             |
| 6. Dez. 2013  | a cappella bei Kultistischer Nikolaus | Historischer Handwerkermarkt         | Spandau            |
| 16. Nov. 2013 | a cappella Konzert Janus sind zurück! | theARTer Galerie                     | Berlin             |
| 18. Okt. 2013 | a cappella Dinnerkonzert | Zillestuben im Nikolaiviertel        | Berlin             |
| 12. Okt. 2013 | Musical und 20er Jahre Comedy-Programm mit Le Comte Caspar auf dem La Danse Macabre                                                              | Ballhaus                             | Berlin             |
| 19. Sep. 2013 | Konzert mit Orphaned Land | theARTer Galerie                     | Berlin             |
| 18. Sep. 2013 | Konzert mit Orphaned Land | theARTer Galerie                     | Berlin             |
| 6. Sep. 2013  | Konzert vor und mit “Opera Chaotique” – am Klavier zu Gast: “Le Comte Caspar”                                                                    | theARTer Galerie                     | Berlin             |
| 17. Aug. 2013 | a cappella auf “Ein Sommernachtstraum frei nach Goth United”                                                                                     | Volkspark Friedrichshain             | Berlin             |
| 10. Aug. 2013 | M’era Luna Festival mit Ost+Front |                                      | Hildesheim         |
| 30. Juli 2013 | Blackfield Festival mit Ost+Front | Amphitheater                         | Gelsenkirchen      |
| 12. Juli 2013 | a cappella auf dem “Luftschiff Irland” | 12° Aetherloge                       | Berlin             |
| 7. Juni 2013  | a cappella auf dem “Luftschiff Jungfernflug” | 12° Aetherloge                       | Berlin             |